# 艾麗芙·埃德姆
艾麗芙·埃德姆（Elif Erdem，1998年7月7日—），土耳其花式滑冰運動員。